# Biniam Girmay
Biniam Girmay Hailu (ur. 2 kwietnia 2000 w Asmarze) – erytrejski kolarz szosowy.
Kolarstwo uprawia również jego kuzyn, Meron Teshome.

## Osiągnięcia
Opracowano na podstawie:

2018
- 1. miejsce w mistrzostwach Afryki juniorów (jazda drużynowa na czas)
- 1. miejsce w mistrzostwach Afryki juniorów (jazda indywidualna na czas)
- 1. miejsce w mistrzostwach Afryki juniorów (start wspólny)
- 3. miejsce w Aubel-Thimister-Stavelot
  - 1. miejsce na 1. etapie
- 3. miejsce w Memorial Pietro Merelli
- 2. miejsce w Grand Prix Rüebliland

2019
- 1. miejsce na 3. etapie La Tropicale Amissa Bongo
- 1. miejsce na 5. etapie Tour du Rwanda

2020
- 1. miejsce w klasyfikacji punktowej La Tropicale Amissa Bongo
  - 1. miejsce na 3. i 6. etapie
- 2. miejsce w Trofeo Laigueglia
- 2. miejsce w Tour du Doubs

2021
- 1. miejsce w Classic Grand Besançon Doubs
- 2. miejsce w Tour du Doubs
- 2. miejsce w mistrzostwach świata U23 (start wspólny)

2022
- 1. miejsce w Trofeo Alcudia-Port d'Alcudia
- 1. miejsce w Gandawa-Wevelgem
- 1. miejsce na 10. etapie Giro d’Italia
- 1. miejsce w mistrzostwach Erytrei (jazda indywidualna na czas)
- 3. miejsce w Grand Prix Cycliste de Québec
- 2. miejsce w Grand Prix de Wallonie

2023
- 3. miejsce w Trofeo Ses Salines-Alcudia
- 2. miejsce w Trofeo Palma-Palma
- 1. miejsce na 1. etapie Volta a la Comunitat Valenciana
- 1. miejsce na 2. etapie Tour de Suisse

2024
- 1. miejsce w Surf Coast Classic
- 2. miejsce w Rund um Köln
- 1. miejsce w Circuit Franco-Belge
- 2. miejsce w Brussels Cycling Classic
- 1. miejsce w klasyfikacji punktowej Tour de France
  - 1. miejsce na 3., 8. i 12. etapie

## Rankingi
| Rok             | 2019  | 2020 | 2021 | 2022 | 2023 | 2024 |
| --------------- | ----- | ---- | ---- | ---- | ---- | ---- |
| World Ranking   | 1164. | 113. | 75.  | 16.  | 113. | 9.   |
| UCI Africa Tour | 59.   | 2.   | 1.   | 1.   | 2.   | 1.   |
|                 |       |      |      |      |      |      |
| Źródło: UCI     |       |      |      |      |      |      |